# Encanto Chixté
Encanto Chixté är en ort i Mexiko.   Den ligger i kommunen Pantelhó och delstaten Chiapas, i den sydöstra delen av landet, 800 km öster om huvudstaden Mexico City. Encanto Chixté ligger 1 190 meter över havet och antalet invånare är 186.
Terrängen runt Encanto Chixté är varierad, och sluttar norrut. Runt Encanto Chixté är det ganska tätbefolkat, med 111 invånare per kvadratkilometer. Närmaste större samhälle är Pantelhó, 1,4 km öster om Encanto Chixté. I omgivningarna runt Encanto Chixté växer i huvudsak städsegrön lövskog.